# Mühlhaldebach
Der Mühlhaldebach ist ein weniger als einen Kilometer langer Waldbach überwiegend auf der Teilortgemarkung Pommertsweiler der Gemeinde Abtsgmünd im Ostalbkreis im nordöstlichen Baden-Württemberg. Er mündet beim zugehörigen Weiler Zimmerberg im Stahlweiher von rechts und Osten in die obere Bühler.

## Geographie

### Verlauf
Der Mühlhaldebach entsteht in der Eulenkling im gleichnamigen Waldgebiet eben noch auf der Gemeindegemarkung von Adelmannsfelden auf etwa 440 m ü. NHN. Schon bald ein Stück weit auf der Gemeindegrenze zu Abtsgmünd, läuft er durchweg westsüdwestlich im talwärts spitz auskeilenden Waldgebiet um seine schmale Talmulde. Er unterquert, nun schon auf der Gemarkung von Pommertsweiler, an einem Dammabschnitt von dieser die Bühlertalstraße L 1072; auf dem hier schon ansetzenden niedrigen linken Mündungssporn liegt ein Campingplatz. Nur wenig nach seinem Waldaustritt mündet er auf 428 m ü. NHN im verlandenden oberen Teil des Stahlweihers, dem letzten und 2,5 ha großen Glied in der Reihe der Hammerschmiedeseen, etwa 200 Meter südlich des Weilers Zimmerberg von rechts in die obere Bühler.
Der Mühlhaldebach ist etwa 0,8 km lang, auf dieser Strecke fällt er bei einem mittleren Sohlgefälle von rund 15 ‰ um rund 12 Höhenmeter.

### Einzugsgebiet
Der Mühlhaldebach entwässert etwa 0,5 km² am Westrand des Unterraums Ellwanger Berge im Naturraum Schwäbisch-Fränkische Waldberge, hier steht durchweg Mittelkeuper an. Der höchste Punkt im Einzugsgebiet liegt an seiner Nordostspitze bei Adelmannsfelden-Kuderberg auf etwa 478 m ü. NHN. Von hier an zieht die rechte Wasserscheide vor dem angrenzenden Einzugsgebiet des unteren Bühler-Zuflusses Zimmerbach ungefähr südwestlich. Die linke läuft einen kurzen Abschnitt nach Südsüdwesten und dann westsüdwestlich; jenseits ihrer entwässert ein namenloser Bach über eine Nebental-Weiherkette mit dem Schleifweiher als letztem Glied beim Adelmannsfeldener Schleifhäusle in den Eisenweiher, den mit 7,0 ha flächengrößten der Hammerschmiedeseen im Bühlerlauf.  
Nordöstlich des etwa die Hälfte des Einzugsgebietes in dessen Mitte bedeckenden Waldes Eulenkling liegen in der freien Flur nur Wiesen, auf dem mündungsseitigen Fluranteil werden die Höhenlagen bei Zimmerberg zum Teil beackert. Auf die Gemeinde Adelmannsfelden eher im Osten und den Teilort Pommertsweiler von Abtsgmünd im Westen fallen etwa gleich große Anteile des Einzugsgebietes, das vom genannten Campingplatz abgesehen unbesiedelt ist und im Westen an den Rand des Weilers Zimmerberg grenzt.

## Schutzgebiet
Das gesamte Einzugsgebiet liegt im Naturpark Schwäbisch-Fränkischer Wald.

### LUBW
Amtliche Online-Gewässerkarte mit passendem Ausschnitt und den hier benutzten Layern: Lauf und Einzugsgebiet des Mühlhaldebachs

Allgemeiner Einstieg ohne Voreinstellungen und Layer: Daten- und Kartendienst der Landesanstalt für Umwelt Baden-Württemberg (LUBW) (Hinweise)
1. 1 2  Höhe nach dem Höhenlinienbild auf dem Hintergrundlayer Topographische Karte.
2. ↑  Höhe nach blauer Beschriftung auf dem Hintergrundlayer Topographische Karte.
3. ↑  Länge nach dem Layer Gewässernetz (AWGN).
4. ↑  Einzugsgebiet abgemessen auf dem Hintergrundlayer Topographische Karte.
5. 1 2  Seefläche nach dem Layer Stehende Gewässer.
6. ↑  Schutzgebiet nach den einschlägigen Layern, Natur teilweise nach dem Layer Biotop.

### Andere Belege
1. ↑  Hansjörg Dongus: Geographische Landesaufnahme: Die naturräumlichen Einheiten auf Blatt 171 Göppingen. Bundesanstalt für Landeskunde, Bad Godesberg 1961. → Online-Karte (PDF; 4,3 MB)
2. ↑  Geologie nach: Mapserver des Landesamtes für Geologie, Rohstoffe und Bergbau (LGRB) (Hinweise)